# Ernst Lehr
Ernst Lehr (* 4. Juli 1896 in Groß-Eichen; † 24. März 1945 in Berlin) war ein deutscher Werkstoffwissenschaftler und Maschinenbauer.

## Leben und Wirken
Ernst Lehr wurde am 4. Juli 1896 in Groß-Eichen in Oberhessen als Sohn eines Pfarrers geboren. Nach dem Abitur in Friedberg studierte Lehr Maschinenbau und Elektrotechnik an der Technischen Hochschule Darmstadt unter anderem bei Viktor Blaess und Enno Heidebroek und legte, bedingt durch den Ersten Weltkrieg, den er als Artillerieoffizier erlebte, erst 1922 seine Diplomprüfung ab. Anschließend trat er als Entwicklungsingenieur in die Darmstädter Maschinenfabrik Carl Schenck AG ein, wo er sich auf die Entwicklung von hochfrequenten Zugdruckmaschinen nach dem Resonanzprinzip, Dauerbiegemaschinen und Drehschwingmaschinen für die Dauerfestigkeitsprüfung spezialisierte. Über seine gewonnenen Erkenntnisse auf dem Gebiet der Festigkeitslehre promovierte Lehr im Jahr 1925, die große Beachtung fand.
Im Jahr 1935 wechselte Lehr als Leiter der Abteilungen Maschinenbau und Mechanische Technologie an das Staatliche Preußische Materialprüfungsamt in Berlin-Dahlem, wo er seinen Forschungsschwerpunkt auf die praktische Ermittlung der Spannungsverteilung in schwierig geformten sowie den Kraftverlauf in rasch bewegten Maschinenteilen verlegte. Darüber hinaus erhielt er einen Lehrauftrag als Privatdozent an der TH Berlin, wo er sich 1936 auch habilitierte.
Auf Veranlassung des Oberkommandos der Kriegsmarine wurde Lehr im Jahr 1938 zur MAN nach Augsburg berufen, wo er für die deutschen Schiffsmaschinenhersteller die Forschungsanstalt für Mechanik und Gestaltung aufbaute und leitete. Zusätzlich übernahm er die Leitung der Forschungsanstalt für Gleiskettenfahrzeuge im MAN-Werk Nürnberg. Auf einer Dienstreise nach Berlin zum Heereswaffenamt kam Lehr 1945 bei einem Bombenangriff ums Leben.

## Leistungen
Lehrs Arbeiten betreffen sowohl die Grundlagen- als auch die Anwendungsforschung. Im Grundlagenbereich führte er die Arbeiten seiner Vorbilder Johann Bauschinger, August Wöhler, Adolf Martens und Carl von Bach fort, sein diesbezügliches Schaffen betraf schwerpunktmäßig schwingungstechnische Probleme, zu deren Klärung auch die Festigkeitslehre beitrug. 
Ein wesentlicher Bestandteil von Lehrs Forschungs- und Erfindertätigkeit betraf die Materialprüfung, für die er auch neue Messverfahren entwickelte, nachdem er gesetzmäßige Gemeinsamkeiten von mechanischen und elektrischen Schwingungen entdeckt hatte. Auch das von Otto Dietrich (1890–1942) entwickelte sog. Reißlackverfahren verbesserte er und setzte es für Prüfzwecke ein. Lehr definierte den Begriff der „Dauerfestigkeit“ als oberen Grenzwert einer wechselnder Beanspruchung, die gerade noch dauerhaft bruchfrei ertragen werden kann. 
Auf den gewonnenen Kenntnissen aufbauend, befasste sich Lehr im Anwendungsbereich mit der Fahrzeugfederung und der Tragfähigkeit von Pressstofflagern und erfand die erste Torsionsstabfederung mit größten Federwegen für Schwerstfahrzeuge. Mit diesen Entwicklungsarbeiten stieß er unter anderem richtungsweisende Neuerungen im Panzerbau an, wie sie erstmals im Pzkw V Panther zum Einsatz kamen und bis heute relevant sind.
In einer seiner letzten Arbeiten beschäftigte sich Lehr 1943 mit der Frage der Dauerhaltbarkeit von Kurbelwellen bei Großdieselmotoren. Nach ihm ist das Lehrsche Dämpfungsmaß benannt.